# Batueta
Batueta é um gênero de aranhas da família Linyphiidae descrito em 1982.